# Situações
Situações é o terceiro álbum de estúdio do Grupo Logos, lançado em 1984.
Considerado um dos mais notáveis e importantes discos da banda, se destacou pela faixa-título, "Situações". Em 2015, foi considerado o 7º maior álbum da música cristã brasileira, numa lista do Super Gospel compilada por músicos, historiadores e jornalistas. Em 2019, foi eleito pelo mesmo portal o 11º melhor álbum da década de 1980.

## Faixas
1. "Situações"
2. "Frente a Frente"
3. "Pra que Servimos Nós?"
4. "Que Diferença Faz"
5. "Nossas Vidas"
6. "Igual a um Menino"
7. "Vida que Vale a Pena"
8. "Agrada-te do Senhor"
9. "Ele me Ama - Vinde a mim"
10. "O fim da Espera"